# Підгайний Олег Семенович
Підгайний Олег Семенович (нар. 1 січня 1933, Харків) — український історик і бібліограф. Син Семена Підгайного.

## Біографія
Народився в м. Харків. Від 1943 — разом із батьками на еміграції, від 1949 — у Канаді. Закінчив Мак-Гілський університет у м. Монреаль (провінція Квебек, Канада). Викладав в Обернському університеті (штат Алабама, США). Від 1961 — редактор часопису «The New Review». Один із фундаторів Українського звукозаписного (фоно) архіву в Торонто (провінція Онтаріо, Канада; 1977) та Інституту ім. Симона Петлюри в м. Філадельфія (шт. Пенсильванія, США; 1977).
Автор низки праць і бібліографічних покажчиків з історії української революції 1917—1921, польсько-українських взаємин початку 20 ст., українсько-єврейських стосунків часів Другої світової війни та ін. Кілька бібліографічних покажчиків опублікував у співавторстві зі своєю матір'ю — Олександрою Підгайною.

## Праці
- Mr. Krushchev goes slave-hunting. New York, 1956
- The Ukrainian-Polish problem in the dissolution of the Russian Empire, 1914—1917. Toronto–New York, 1962
- The formation of theUkrainianRepublic. Toronto–New York, 1966
- Ukrainian historiography and the Great East-European revolution: A propos of Symonenko's polemics. Toronto–New York, 1968
- The Ukrainian Republic in the great East-European revolution: A bibliography, vol. 1–2. Toronto–New York, 1971–75 (у співавт.)
- Засновується український звукозаписний архів. «Свобода», 1977, № 165, 20 липня
- Symon Petlura: A bibliography. Toronto–New York, 1977 (у співавт.).